# لوبورگ
لوبورگ (به آلمانی: Loburg) یک منطقهٔ مسکونی در آلمان است که در موکرن واقع شده‌است. لوبورگ ۲٬۳۸۵ نفر جمعیت دارد.